# شاين لونش
شاين لونش (بالإنجليزية: Shane Lynch)‏ هو مغني أيرلندي، ولد في 3 يوليو 1976 في دبلن في جمهورية أيرلندا.

## وصلات خارجية
- شاين لونش على موقع IMDb (الإنجليزية)
- شاين لونش على موقع ميوزك برينز (الإنجليزية)
- شاين لونش على موقع أول ميوزيك (الإنجليزية)
- شاين لونش على موقع ديسكوغز (الإنجليزية)
- شاين لونش على موقع قاعدة بيانات الفيلم (الإنجليزية)